# Oakley (azienda)
La Oakley, Inc., situata a Foothill Ranch in California, è un'azienda che produce occhiali da sole, visiere sportive, occhiali da sci/snowboard, orologi, abbigliamento, zaini, scarpe, montature e altri accessori. È di proprietà del gruppo italiano EssilorLuxottica che da quando l'ha acquisita ha spostato la produzione in Cina.
La maggior parte degli articoli sono progettati in casa presso la loro sede, ma alcuni paesi detengono disegni esclusivi rilevanti per il loro mercato. Oakley attualmente detiene oltre 600 brevetti per occhiali, materiali e attrezzi performance.

## Storia
Oakley fu fondata da James Jannard nel 1975 nel suo garage con un investimento iniziale di $ 300. Il nome Oakley è venuto dal cane di Jannard, un Setter Inglese. Jannard ha iniziato vendendo quello che lui chiamava The Oakley Grip dal retro della sua auto alle gare di motocross. Le sue manopole da moto erano differenti dalle altre disponibili al momento, poiché utilizzavano un materiale brevettato noto come Unobtanium, una creazione di Jannard. Il materiale viene ancora usato per fare gli earsocks sugli occhiali Oakley e i naselli. Oakley ha continuato a produrre guanti, manopole, gomitiere e occhiali per la BMX.
Nel 1980, Jannard ha creato un paio di occhiali chiamato O-Frame. Con il logo Oakley presente sul cinturino, il marchio ha ottenuto crescente riconoscimento e importanza per tutto il settore sportivo. Nel 1983 Oakley ha iniziato a vendere occhiali da sci.
I primi occhiali da sole Oakley furono i Factory Pilot Eyeshades. Successivamente si aggiunsero gli Oakley Frogskin, uno stile di occhiali da sole casual.

L'azienda è diventata quotata nel 1995.

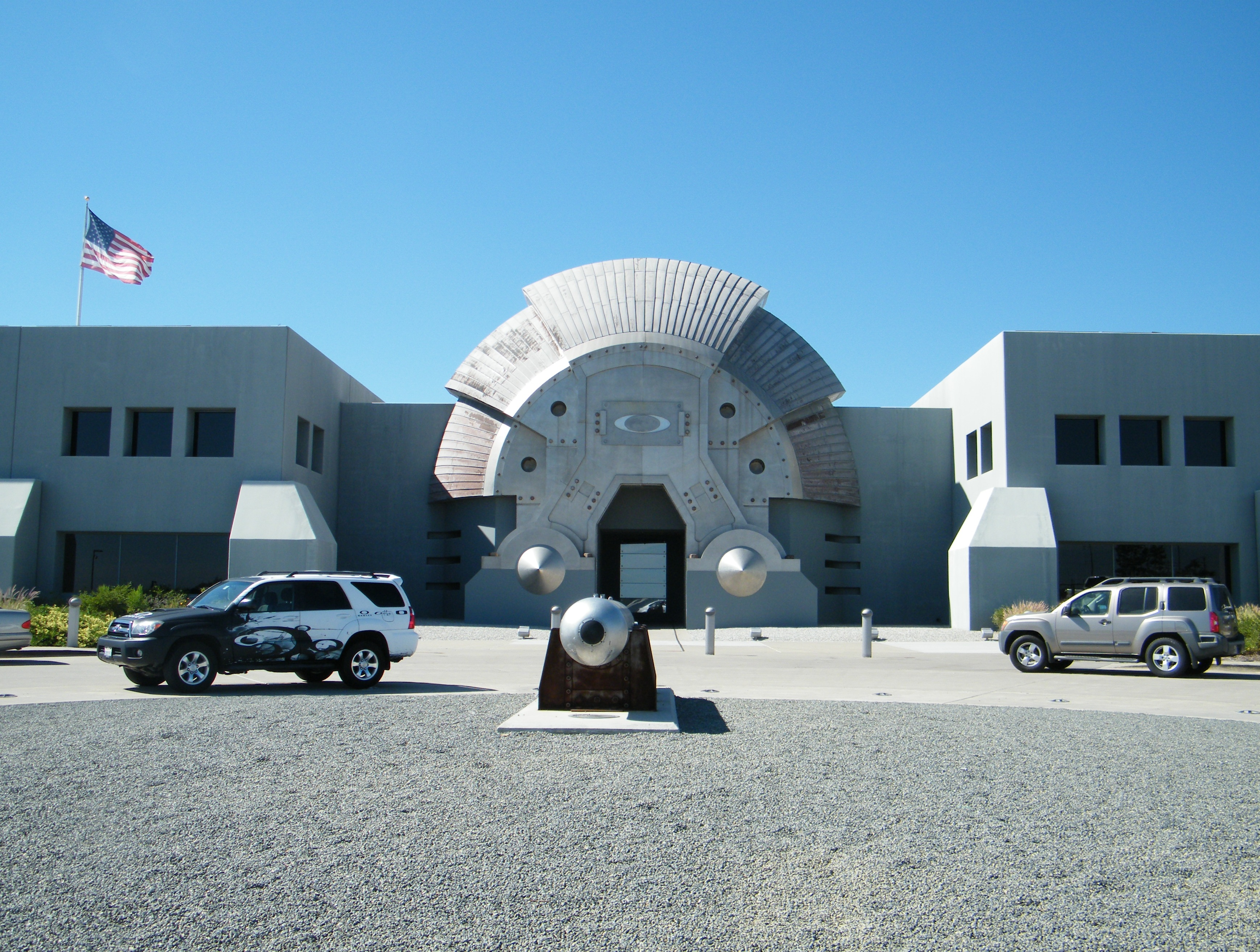
Vista del quartier generale della Oakley

All'inizio del 1996, Oakley ha avuto una disputa di prezzi con l'azienda italiana Luxottica, uno dei maggiori produttori e rivenditori di occhiali al mondo. Luxottica smise di vendere prodotti Oakley nei loro negozi, tra i quali gli occhiali da sole Hut, e le quotazioni in borsa di Oakley diminuirono del 33%.
Nel 1998, Oakley lanciò sul mercato il suo primo orologio, il TimeBomb. Con un prezzo di listino attorno alle 1500$, l'orologio è caratterizzato da un design che ricalca lo stile Y2K. Cassa e  bracciale sono realizzati in titanio, e monta al suo interno un movimento Seiko Kinetic (ribattezzato dalla casa "O Engine Inertial Generator").
Nel 2001, Oakley ha acquistato Iacon Inc., venditore di occhiali da sole in un centro commerciale.
Oakley ha firmato un accordo quadriennale per la produzione di occhiali disegnata da Oakley stessa e Fox Racing nel settembre 2004.
Nel 2006, Oakley ha acquisito il gruppo Oliver Peoples, un produttore di occhiali di fascia alta per 55,7 milioni di dollari, e Optical Shop of Aspen , un rivenditore di occhiali di lusso con quattordici negozi.
Il 21 giugno del 2007, Luxottica ha annunciato un piano per l'acquisto di Oakley in un affare da 2,1 miliardi di dollari pagando un premio del 16% rispetto al prezzo delle azioni esistenti. L'operazione è stata perfezionata in data 15 novembre 2007, facendo diventare Oakley parte di una collezione che include marchi come Ray-Ban, Persol e Vogue.
Durante i preparativi per la Operación San Lorenzo (in cui vennero salvati 33 minatori intrappolati in una miniera cilena per 10 settimane nell'ottobre 2010), un giornalista che si occupò di questa vicenda contattò Oakley e gli chiese di donare occhiali da sole ai soccorritori, consapevole del fatto che i minatori avrebbero avuto bisogno di protezione degli occhi dopo aver trascorso settimane nel buio. Oakley donò 35 paia dei suoi occhiali sportivi radar, dotati di tinte appositamente selezionate.
In agosto 2013, Oakley ha venduto il suo marchio REVO a Sequential Brands per 20 milioni di dollari.
È anche lo sponsor della squadra olimpica degli Stati Uniti.